# Thomas Springel
Thomas Springel, nemški rokometaš, * 15. maj 1959.
Leta 1984 je na poletnih olimpijskih igrah v Los Angelesu v sestavi zahodnonemške rokometne reprezentance osvojil srebrno olimpijsko medaljo.